# The Martinis
I The Martinis sono un gruppo musicale formatosi a Los Angeles (California) nel 1993.

## Storia
La band consiste di Joey Santiago, noto come chitarrista dei Pixies, e di sua moglie Linda Mallari.

## Formazione
- Joey Santiago - chitarra
- Linda Mallari - voce, chitarra
- Dave Lovering - batteria

## Discografia

### Album in studio
- 1998 - The Martinis
- 2004 - Smitten

### EP
- 1997 - Bradley Cook Demo
- 1999 - Fast Forward...
- 2004 - Out Upon The Road
- 2004 - The Smitten Sessions E.P.

### Partecipazioni
- 1994 - AA.VV. Empire Records The Soundtrack